# Ресторан швидкого харчування

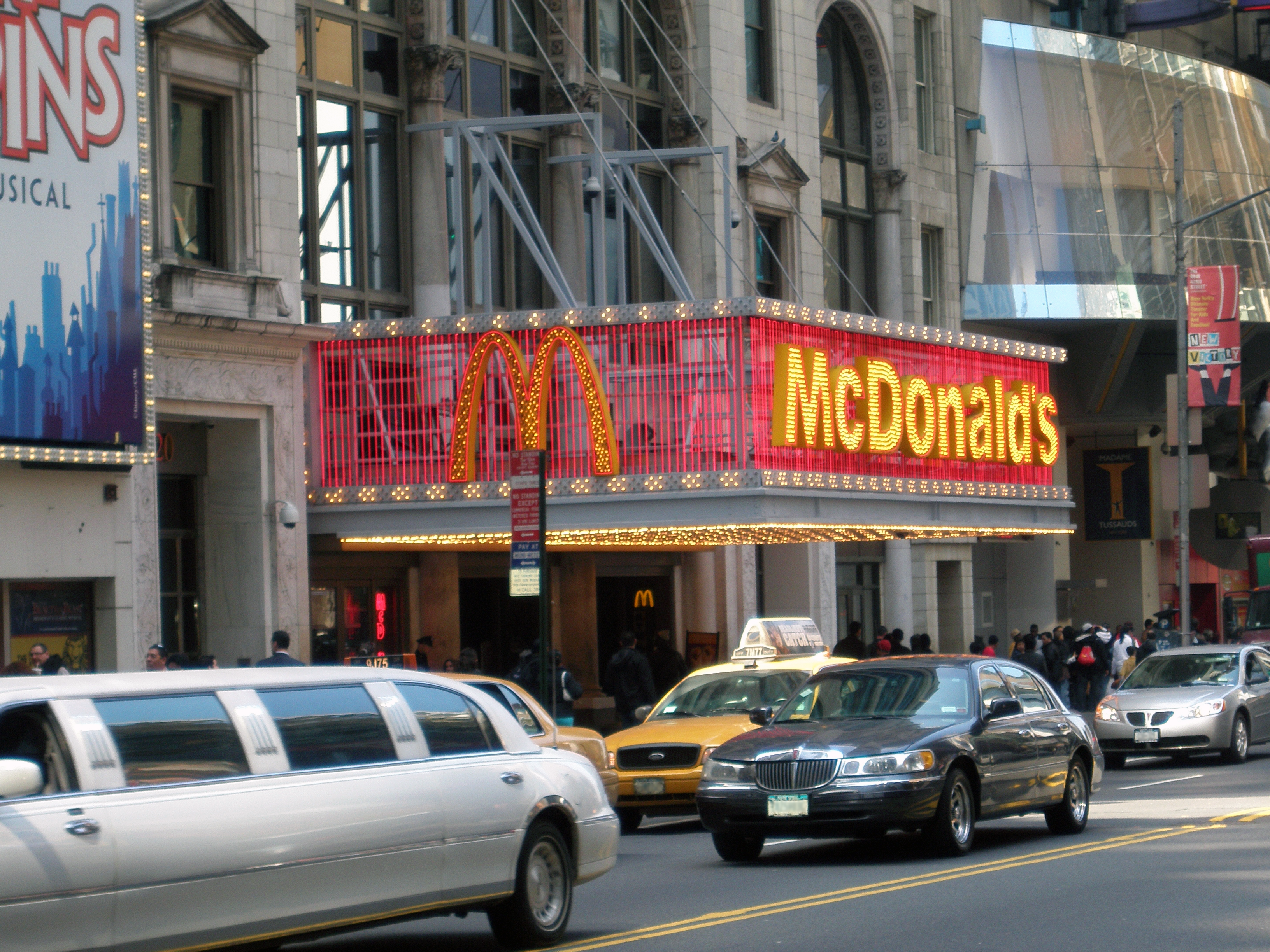
Ресторан McDonald's на Таймс-Сквер у Нью-Йорку.

Ресторан швидкого харчування (англ. Fast food restaurant) або просто фаст-фуд (англ. Fast food), також ресторан швидкого обслуговування (англ. quick service restaurant) — являє собою особливий тип ресторану, що характеризується швидким приготуванням їжі, а також мінімальним, або відсутнім обслуговуванням відвідувачів офіціантом. Ресторани швидкого харчування, як правило, є частиною мережі ресторанів або франшизи, які надають стандартизовані інгредієнти та/або частково готові продукти і витратні матеріали для кожного ресторану через контрольовані канали поставок.
Вважається, що перші ресторани швидкого харчування виникли в Сполучених Штатах з появою A&W в 1919 році та White Castle в 1921 році. Нині американські мережі ресторанів швидкого харчування, такі як McDonald's чи KFC є транснаціональними корпораціями з торговими точками по всій земній кулі.